# Département de la conservation de la vie sauvage
Le Département de la conservation de la vie sauvage est un département non ministériel du Sri Lanka, chargé de la gestion des parcs nationaux, réserves naturelles et autres aires protégées du Sri Lanka. Les réserves forestières sont quant à elles gérées par le Département de la conservation des forêts. Le chef du Département est le directeur général de la conservation de la vie sauvage, autrefois simplement appelé « gardien ». Il a été mis en place en octobre 1949 avec capitaine Cyril Nicholas comme premier gardien. Le Département est placé sous la tutelle du ministère de l'Environnement et des Ressources naturelles. 

## Référence
- (en) Cet article est partiellement ou en totalité issu de l’article de Wikipédia en anglais intitulé « Department of Wildlife Conservation (Sri Lanka) » (voir la liste des auteurs).